# Družinsko drevo
Družinsko drevo, rodovnik, tudi rodoslovno, genealoško drevo včasih tudi deblo v splošnem predstavlja v drevesno strukturo urejen zapis posameznikovih prednikov. Namen družinskega drevesa je prikazati krvno sorodstvo oziroma povezave med posamezniki (običajno z dodanimi letnicami in kraji rojstva, smrti, poklica, itd.), pri čemer različne grafične povezave prikazujejo poroke, izvenzakonske zveze in poreklo. 
Nekateri uporabljajo ta izraz le za prikazovanje moškega potomstva, čeprav so tovrstni diagrami večinoma uporabljani v širšem smislu.
V primerih omejitve prostora za grafičen prikaz se pogosto uporabljajo seznami, t. i. Ahnentafel, pri kompleksnejših primerih pa struktura ni več podobna drevesni; glej družinsko drevo grških bogov. 
S sestavljanjem družinskih dreves se ukvarja rodoslovje.